# جبل حشيشينة
جبل حشِيشينَة جبل يقع بولاية قبلي من الجنوب الغربي التونسي، جنوب شرقي مدينة قفصة وشمال شط الفجاج وشرق جبل سيف اللحام. يبلغ ارتفاعه 515 م. ولا يعيش في هذا الجبل أي شخص باستئناء قبائل بدوية متنقلة.